# Средногеометрична стойност
Средногеометрична стойност или средногеометрично (CG) в математиката и  статистиката е вид средна стойност на множество от {\displaystyle n} числа, която се получава чрез умножаването им и намиране на {\displaystyle n}-ти корен от произведението им. Тя е частен случай на средностепенната стойност {\displaystyle C_{s}(x_{1},...,x_{n})} при степенен показател {\displaystyle s=0} и частен случай на средното квази-аритметично (средно на Колмогоров) при при {\displaystyle \phi (x)=\ln x}.
Средногеометричното на две числа се нарича още среднопропорционално, тъй като средната геометрична стойност {\displaystyle CG} на две числа {\displaystyle x_{1}} и {\displaystyle x_{2}} има следното свойство: {\displaystyle {\frac {x_{1}}{CG}}={\frac {CG}{x_{2}}}}, т.е. средногеометричното е спрямо първото число същото, което е второто число спрямо средногеометричното.

## Формули
Съгласно определението средногеометричното на множеството числа {\displaystyle x_{1},x_{2},...,x_{n}} се дава с формулата
{\displaystyle CG=C_{0}(x_{1},\ldots ,x_{n})=\lim _{s\to 0}C_{s}(x_{1},\dots ,x_{n})={\sqrt[{n}]{x_{1}x_{2}\cdots x_{n}}}={\bigg (}\prod _{i=1}^{n}x_{i}{\bigg )}^{1/n}}
или еквивалентно като средно аритметично в логаритмичен мащаб:
{\displaystyle CG=C_{0}(x_{1},\ldots ,x_{n})=\exp {\left({{\frac {1}{n}}\sum \limits _{i=1}^{n}\ln x_{i}}\right)}.}
Най-често числата са ограничени до неотрицателни, за да се избегнат усложнения, свързани с това, че отрицателните числа нямат реални корени, и често те са ограничени до положителни, за да се даде възможност за използване на логаритми.
Така например, ако са дадени числата 4 и 9, първо се намира тяхното произведение и след това се взима квадратен корен от него: {\displaystyle CG(4,9)={\sqrt {4\cdot 9}}={\sqrt {36}}=6}. 
Като друг пример, средното геометрично на трите числа 1, 4 и 1/32 е кубичният корен от тяхното произведение (1/8), който е 1/2, тоест {\displaystyle CG(1,4,1/32)={\sqrt[{3}]{1\cdot 4\cdot 1/32}}={\sqrt[{3}]{1/8}}=1/2}.

### Доказателство
Може да се пренапише дефиницията за средностепенно {\displaystyle C_{s}}, използвайки експоненциалната функция
{\displaystyle C_{s}(x_{1},\dots ,x_{n})=\exp {\left(\ln {\left[\left(\sum _{i=1}^{n}w_{i}x_{i}^{s}\right)^{1/s}\right]}\right)}=\exp {\left({\frac {\ln {\left(\sum _{i=1}^{n}w_{i}x_{i}^{s}\right)}}{s}}\right)}},
където се приема, че {\textstyle w_{i}\in [0,1]} и сумата от {\textstyle \sum _{i=1}^{n}w_{i}=1} без загуба на обобщеност.
В граничния преход s → 0 можем да се приложи правилото на Лопитал към аргумента на експоненциалната функция. Приема се, че s ∈ R и s ≠ 0. Разграничавайки числителя и знаменателя по отношение на s, имаме
{\displaystyle \lim _{s\to 0}{\frac {\ln {\left(\sum _{i=1}^{n}w_{i}x_{i}^{s}\right)}}{s}}=\lim _{s\to 0}{\frac {\frac {\sum _{i=1}^{n}w_{i}x_{i}^{s}\ln {x_{i}}}{\sum _{j=1}^{n}w_{j}x_{j}^{s}}}{1}}=\lim _{s\to 0}{\frac {\sum _{i=1}^{n}w_{i}x_{i}^{s}\ln {x_{i}}}{\sum _{j=1}^{n}w_{j}x_{j}^{s}}}=}
{\displaystyle ={\frac {\sum _{i=1}^{n}w_{i}\ln {x_{i}}}{\sum _{j=1}^{n}w_{j}}}=\sum _{i=1}^{n}w_{i}\ln {x_{i}}=\ln {\left(\prod _{i=1}^{n}x_{i}^{w_{i}}\right)}.}
Поради непрекъснатостта на експоненциалната функция можем да се замести обратно в горната връзка и се получава
{\displaystyle \lim _{s\to 0}C_{s}(x_{1},\dots ,x_{n})=\exp {\left(\ln {\left(\prod _{i=1}^{n}x_{i}^{w_{i}}\right)}\right)}=\prod _{i=1}^{n}x_{i}^{w_{i}}=C_{0}(x_{1},\dots ,x_{n})},
което е желаният резултат.

## Свойства
- Като всяка друга средна стойност, средната геометрична стойност се намира между минимума и максимума на всички числа:

{\displaystyle \operatorname {min} (x_{1},x_{2},\ldots ,x_{n})\leqslant CG(x_{1},x_{2},\ldots ,x_{n})\leqslant \operatorname {max} (x_{1},x_{2},\ldots ,x_{n}).}
- Средната геометрична стойност се намира между среднохармоничната и средноаритметичната стойности:

{\displaystyle CH(x_{1},x_{2},\ldots ,x_{n})\leqslant CG(x_{1},x_{2},\ldots ,x_{n})\leqslant CA(x_{1},x_{2},\ldots ,x_{n}),} или
{\displaystyle {\frac {n}{{\frac {1}{x_{1}}}+{\frac {1}{x_{2}}}+\ldots +{\frac {1}{x_{n}}}}}\leqslant {\sqrt[{n}]{x_{1}\cdot x_{2}\cdot \ldots \cdot x_{n}}}\leqslant {\frac {x_{1}+x_{2}+\ldots +x_{n}}{n}}}.
Това са трите класически средни на Питагор. За всички положителни набори от данни, съдържащи поне една двойка неравни стойности, средната хармонична винаги е най-малката от трите средни, средната аритметична винаги е най-голямата, а средната геометрична винаги е между тях. Това свойство се използва при дефиниране на междинни средни стойности, които са модификации на основните. 
- Средногеометричното на две числа {\displaystyle a=CA_{0},b=CG_{0}} е средното аритметично-хармонично на тези числа, тоест то е равно на границата на две последователности:

{\displaystyle CA_{i}={\frac {CA_{i-1}+CG_{i-1}}{2}},\quad CG_{i}={\sqrt {CA_{i-1}CG_{i-1}}}.}
- Средногеометричното на две числа е равно на средногеометричното на техните средноаритметично и средно хармонично:[6]

{\displaystyle CG(x_{1},x_{2})=CG(CA,CH)={\sqrt {{\frac {x_{1}+x_{2}}{2}}\cdot {\frac {2}{{\frac {1}{x_{1}}}+{\frac {1}{x_{2}}}}}}}}

## Модификации

### Междинни средни стойности
Средната геометрична стойност на набор от числа е по-малка от средната аритметична стойност на набора от числа, освен ако всички членове на набора от числа не са равни, в който случай средните геометрични и аритметични са равни. Това позволява дефинирането на средното аритметично-геометрично, пресечна точка на двете, която винаги е между тях.
Средното геометрично е също така средното аритметично-хармонично в смисъл, че ако за две последователности ({\textstyle a_{n}}) и ({\textstyle h_{n}}) са дефинирани средната аритметична {\textstyle a_{n+1}} и средната хармонична стойност {\textstyle h_{n+1}} на предишните стойности на двете последователности
{\displaystyle a_{n+1}={\frac {a_{n}+h_{n}}{2}},\quad a_{0}=x}
и
{\displaystyle h_{n+1}={\frac {2}{{\frac {1}{a_{n}}}+{\frac {1}{h_{n}}}}},\quad h_{0}=y},
тогава {\textstyle a_{n}} и {\textstyle h_{n}} ще се сближат до средното геометрично на {\textstyle x} и {\textstyle y}. Последователностите се събират до обща граница и средното геометрично се запазва:
{\displaystyle {\sqrt {a_{i}h_{i}}}={\sqrt {\frac {a_{i}+h_{i}}{\frac {a_{i}+h_{i}}{h_{i}a_{i}}}}}={\sqrt {\frac {a_{i}+h_{i}}{{\frac {1}{a_{i}}}+{\frac {1}{h_{i}}}}}}={\sqrt {a_{i+1}h_{i+1}}}}.
Замяната на средната аритметична и хармонична с чифт  средностепенни на противоположни, крайни показатели дава същия резултат.

### Средногеометрично претеглено
Среднопретеглената геометрична стойност на набор от реални числа {\displaystyle x_{1},\ldots ,x_{n}} с реални тегла {\displaystyle w_{1},\ldots ,w_{n}} се определя като
{\displaystyle CGW={\bar {x}}=\left(\prod _{i=1}^{n}x_{i}^{w_{i}}\right)^{1/\sum _{i=1}^{n}w_{i}}=\quad \exp \left({\frac {1}{\sum _{i=1}^{n}w_{i}}}\;\sum _{i=1}^{n}w_{i}\ln x_{i}\right).}
В случай, че всички тегла са равни, средното геометрично претеглено е равно на средното геометрично.

## Приложение
Средната геометрична стойност често се използва за набор от числа, чиито стойности са предназначени да бъдат умножени заедно или са експоненциални по природа, като например набор от числа за растеж: стойности на човешкото население или лихвени проценти на финансова инвестиция във времето. Прилага се и за тест за производителност в сравнителния анализ (например при компютърни архитектури), където е особено полезна като изчислително средство за коефициенти на ускоряване: тъй като средната стойност от 0,5x (наполовина по-бързо) и 2x (два пъти по-бързо) ще бъде 1 (т.е. без цялостно ускоряване).

### Пропорционално нарастване
Средногеометричното е по-уместно за прилагане от средноаритметичното за описване на пропорционално нарастване. В бизнеса CG на степента на нарастване е известно като „съставна годишна мярка за растеж“ (compound annual growth rate, CAGR). Средногеометричното значение на нарастването за определени периоди дава еквивалентна константа на нарастване, която дава същата крайна сума.
Пример:
Ако едно ябълково дърво дава 100 ябълки първата година и по 180, 210 и 300 през следващите години, нарастванията за всяка година са съответно 80 %, 16,6666% и 42,8571%. Използвайки средноаритметичното значение на нарастванията, се получава стойност на средно нарастване 46,5079 % (80 % + 16,6666 % + 42,8571 % разделено на 3). Обаче, ако се започва със 100 ябълки и се приложи нарастване от 46,5079 % за всяка година, в резултат ще се получи 314 ябълки, а не 300.
За изчисляване на средногеометричното значение се представят процентните нараствания като числа: нарастването от 80 % като коефициент е 1,8 пъти, 16,6666 % е 1,166666, а 42,8571 % е 1,428571 пъти. Така средногеометричното на 1,8, 1,166666 и 1,428571 е {\displaystyle {\sqrt[{3}]{1,8\times 1,166666\times 1,428571}}=1,442249}, което е равно на 44,2249 % годишен растеж. Ако се започне със 100 ябълки и се приложи средно нарастване от 44,2249 % всяка година, ще се получи верният резултат от 300 ябълки.
За да се определи средният темп на растеж, не е необходимо да се взема произведението на измерените темпове на растеж на всяка стъпка. Нека количеството е дадено като последователност {\displaystyle a_{0},a_{1},...,a_{n}}, където {\displaystyle n} е броят на стъпките от началното до крайното състояние. Скоростта на растеж между последователните измервания {\displaystyle a_{k}} и {\displaystyle a_{k+1}} е {\displaystyle a_{k+1}/a_{k}}. Средната геометрична стойност на тези темпове на растеж тогава е просто:
{\displaystyle \left({\frac {a_{1}}{a_{0}}}{\frac {a_{2}}{a_{1}}}\cdots {\frac {a_{n}}{a_{n-1}}}\right)^{\frac {1}{n}}=\left({\frac {a_{n}}{a_{0}}}\right)^{\frac {1}{n}}.}

### Геометрия
Средната геометрична стойност може да бъде разбрана от гледна точка на геометрията. Средногеометричното на две числа {\displaystyle a} и {\displaystyle b} е дължината {\displaystyle d} на едната страна на квадрат, чиято площ {\displaystyle S} е равна на площта на правоъгълник със страни с дължини {\displaystyle a} и {\displaystyle b}:
{\displaystyle S=ab=d^{2}} и {\displaystyle d={\sqrt {ab}}}. По същия начин, средногеометричното на три числа {\displaystyle a}, {\displaystyle b} и {\displaystyle c} е дължината {\displaystyle g} на един ръб на куб, чийто обем е същият като този на паралелепипед със страни, чиито дължини са равни на трите дадени числа: {\displaystyle V=abc=d^{3}} и {\displaystyle d={\sqrt[{3}]{abc}}}.
Теорема за средната геометрична стойност: Височината на правоъгълен триъгълник, спусната към хипотенузата, е средната пропорционална стойност между проекциите на катетите върху хипотенузата, а всеки катет е средната пропорционална стойност между хипотенузата и неговата проекция върху хипотенузата.
Това дава геометричен начин за конструиране на средното геометрично на два сегмента (отсечки): трябва да се построи окръжност върху сумата от тези две отсечки като диаметър, а след това височината, издигната от точката на тяхната връзка до пресичането с окръжността ще даде желаната стойност.
В една елипса малката полуос е средната геометрична стойност на максималното и минималното разстояние на елипсата от фокуса; това е и средното геометрично на голямата полуос и фокалната полу-хорда. Голямата полуос на елипса е средното геометрично на разстоянието от центъра до всеки фокус и разстоянието от центъра до която и да е директриса.
Ако в две диаметрално противоположни точки на кръг с радиус r r се приложи натиск, той се деформира в елипса с голяма полуос a и малка полуос b.
Тъй като площта на кръга и елипсата остава същата, имаме:
{\displaystyle {\begin{aligned}\pi r^{2}&=\pi ab\\r^{2}&=ab\\r&={\sqrt {ab}}\end{aligned}}}
Радиусът на окръжността е средното геометрично на голямата и малката полуоси на елипсата, образувана от деформирането на окръжността.
Разстоянието до хоризонта на сферата (допирателна) е средното геометрично между разстоянието до най-близката точка на сферата и разстоянието до най-отдалечената точка на сферата.
Средната геометрична стойност се използва както при приближението на квадратура на кръга от С. А. Paмaнюян, така и при конструирането на седемнадесетоъгълника със „средни пропорционални“.